# سیارک ۱۹۴

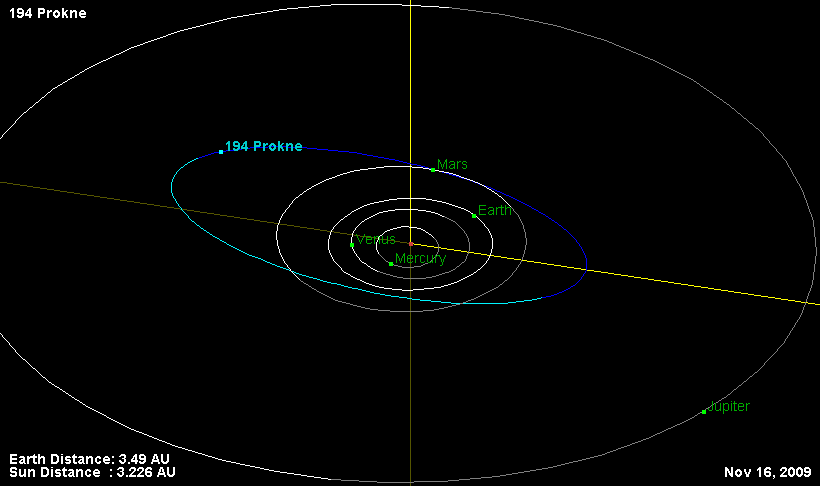
نمایی از محل قرارگیری سیارک ۱۹۴ در مدار – ۲۰۰۹

سیارک ۱۹۴ (به انگلیسی: 194 Prokne) صد و نود و چهارمین سیارک کشف شده‌است که در ۲۱ مارس ۱۸۷۹ کشف شد.
قدر مطلق سیارک برابر ۷٫۶۸ است.